# Francis Ebejer
Francis Ebejer (ur. 28 sierpnia 1925 w Dingli, zm. 10 czerwca 1993 w Swieqi) – jeden z najważniejszych maltański pisarzy i dramaturgów XX w.

## Biografia

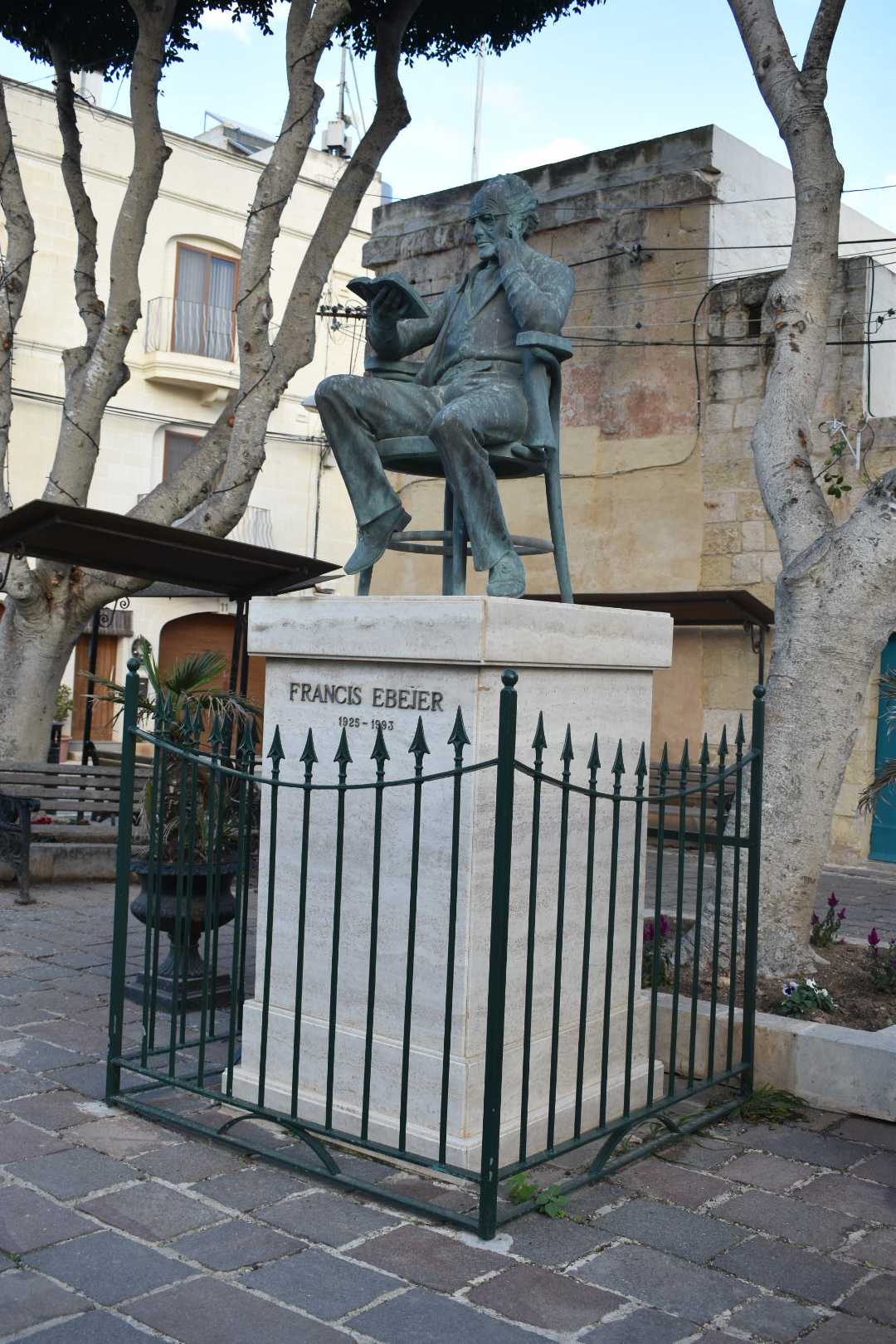
Pomnik Francisa Ebejera w Dingli

Francis Ebejer urodził się 28 sierpinia 1925 r. w małej wiosce Dingli, na południu Malty. Rodzice byli nauczycielami, ojciec Guze Ebejer uczył w Dingli Primary School, a matka Josephine, z domu Cutajar, była pierwszą kobietą nauczającą matematyki w Central (Secondary) School w Valletcie. Miał sześcioro rodzeństwa, dwoje zmarło w dzieciństwie. W latach 1942–1943 studiował medycynę na Uniwersytecie Maltańskim. W czasie II wojny światowej pracował jako tłumacz dla 8 Armii, formacji Brytyjskich Sił Zbrojnych, walczącej w Trypolitanii. Po wojnie poszedł w ślady rodziców i został nauczycielem języka angielskiego. W 1948 r. wysłany został na dwuletni kurs do St. Mary’s College w Twickenham w Middlesex. W 1961 r. otrzymał stypendium Fulbrighta i przebywał w Stanach Zjednoczonych przez osiem miesięcy. Pracował jako nauczyciel do 1978 r.
Jako pisarz tworzył zarówno w języku angielskim, jak i w maltańskim. Do 1950 roku pisał wyłącznie po angielsku – wiersze, opowiadania, artykuły, eseje. W 1950 r. zaczął tworzyć także w języku maltańskim. Inspiracją do tego stał się konkurs ogłoszony przez Malta Drama League i Rediffusion (Radio) Relay System na sztukę radiową. W 1953 r. po raz pierwszy jego twórczość ukazała się poza Maltą, gdy magazyn Woman’s Own opublikował jego opowiadanie.
W 1992 r. powstał spektakl telewizyjny Godzina słońca w reżyserii Mirosława Gronowskiego na podstawie sztuki Ebejer o tym samym tytule.

## Wybrana twórczość
- A Wreath of Maltese Innocents, 1958
- Vaganzi tas-Sajf, 1962
- Boulevard, 1964
- Wild Spell of Summer, 1968
- Menz, 1967
- In the Eye of the Sun, 1969
- Come Again in Spring, 1973
- Requiem for a Malta Fascist, 1980
- Leap of Malta Dolphins, 1982
- Il-Ġaħan ta’ Binġemma, 1986